# Mironice
Mironice is een plaats in het Poolse district  Gorzowski, woiwodschap Lubusz. De plaats maakt deel uit van de gemeente Kłodawa en telt 80 inwoners.